# Leporidae
A família Leporidae pertence à ordem dos mamíferos lagomorfos e inclui cerca de 60 espécies de coelhos e lebres. Os leporídeos distinguem-se das pikas pelas orelhas e patas traseiras compridas.
Em geral todos os membros destas família são chamados coelhos, excepto os géneros Caprolagus, Pronolagus e Lepus que constituem as lebres.
Os leporídeos são nativos de todo o mundo, excepto da Oceania. A sua introdução neste continente foi uma catástrofe ecológica que afectou diversas populações de marsupiais de forma irreversível. Os leporídeos são portanto considerados uma praga na Austrália e Nova Zelândia.

## Classificação
- Família Leporidae
  - Gênero Pentalagus Lyon, 1904
    -       - Pentalagus furnessi (Stone, 1900) - Coelho-de-Amami

  - Gênero Bunolagus Thomas, 1929
    -       - Bunolagus monticularis (Thomas, 1903) -Coelho-bosquímano

  - Gênero Nesolagus Forsyth-Major, 1899
    -       - Nesolagus netscheri (Schlegel, 1880) - Coelho-de-Sumatra ou Coelho-listrado-de-Sumatra
      - Nesolagus timminsi Averianov, Abramov e Tikhonov, 2000 - Coelho-listrado-de-Annam

  - Gênero Romerolagus Merriam, 1896
    -       - Romerolagus diazi (Ferrari-Pérez, 1893) - Coelho-Zacatuche

  - Gênero Brachylagus Miller, 1900
    -       - Brachylagus idahoensis (Merriam, 1891) - Coelho-pigmeu

  - Gênero Sylvilagus Gray, 1867
    - Subgênero Tapeti Gray, 1867
      - Sylvilagus aquaticus (Bachman, 1837) - Coelho-do-pântano
      - Sylvilagus brasiliensis (Linnaeus, 1758) - Tapiti ou Coelho-brasileiro
      - Sylvilagus dicei Harris, 1932 - Coelho-de-Dice
      - Sylvilagus insonus (Nelson, 1904) - Coelho-de-Omilteme
      - Sylvilagus palustris (Bachman, 1837) - Coelho-do-brejo
      - Sylvilagus varynaensis Durant e Guevara, 2001 - Coelho-de-Barinas

    - Subgênero Sylvilagus Gray, 1867
      - Sylvilagus audubonii (Baird, 1858) - Coelho-do-deserto
      - Sylvilagus cognatus Nelson, 1907
      - Sylvilagus cunicularius (Waterhouse, 1848) - Coelho-mexicano
      - Sylvilagus floridanus (J. A. Allen, 1890) - Coelho-da-Flórida
      - Sylvilagus graysoni (J. A. Allen, 1877) - Coelho-das-Três-Marias
      - Sylvilagus nuttallii (Bachman, 1837) - Coelho-de-Nuttall
      - Sylvilagus obscurus Chapman e Cramer, 1992 - Coelho-das-Apalaches
      - Sylvilagus robustus (Bailey, 1905)
      - Sylvilagus transitionalis (Bangs, 1895) - Coelho-da-Nova-Inglaterra

    - Subgênero Microlagus Trouessart, 1897
      - Sylvilagus bachmani (Waterhouse, 1839) - Coelho-do-chaparral
      - Sylvilagus mansuetus Nelson, 1902 - Coelho-de-São-José

  - Gênero Oryctolagus Liljeborg, 1874
    -       - Oryctolagus cuniculus - Coelho-comum ou Coelho-europeu

  - Gênero Poelagus St. Leger, 1932
    -       - Poelagus marjorita (St. Leger, 1929) - Coelho-de-Bunyoro

  - Gênero Pronolagus Lyon, 1904
    -       - Pronolagus crassicaudatus (I. Geoffroy St.-Hilaire, 1832) - Lebre-vermelha-de-Natal
      - Pronolagus randensis Jameson, 1907 - Lebre-vermelha-de-Jameson
      - Pronolagus rupestris (A. Smith, 1834) - Lebre-vermelha-de-Smith

  - Gênero Caprolagus Blyth, 1845
    -       - Caprolagus hispidus (Pearson, 1839) - Coelho-asiático

  - Gênero Lepus Linnaeus, 1758
    - Subgênero Macrotolagus Mearns, 1895
      - Lepus alleni Mearns, 1890 - Lebre-antílope

    - Subgênero Poecilolagus Lyon, 1904
      - Lepus americanus Erxleben, 1777 - Lebre-americana

    - Subgênero Lepus Linnaeus, 1758
      - Lepus arcticus Ross, 1819 - Lebre-ártica
      - Lepus othus Merriam, 1900 - Lebre-da-Beríngia
      - Lepus timidus Linnaeus, 1758 - Lebre-da-Eurásia

    - Subgênero Proeulagus Gureev, 1964
      - Lepus californicus Gray, 1837 - Lebre-da-Califórnia ou lebre-de-cauda-negra
      - Lepus callotis Wagler, 1830 - Lebre-de-flanco-branco
      - Lepus capensis Linnaeus, 1758 - Lebre-do-Cabo ou Lebre-marron-africana
      - Lepus flavigularis Wagner, 1844 - Lebre-de-Tehuantepec
      - Lepus insularis Bryant, 1891 - Lebre-negra
      - Lepus saxatilis F. Cuvier, 1823
      - Lepus tibetanus Waterhouse, 1841
      - Lepus tolai Pallas, 1778 - Lebre-de-Tolai

    - Subgênero Eulagos Gray, 1867
      - Lepus castroviejoi Palacios, 1977 - Lebre-cantábrica
      - Lepus comus J. A. Allen, 1927 - Lebre-de-Yunnan
      - Lepus coreanus Thomas, 1892 - Lebre-coreana
      - Lepus corsicanus De Winton, 1898 - Lebre-italiana
      - Lepus europaeus Pallas, 1778 - Lebre-comum ou lebre-marron-européia
      - Lepus granatensis Rosenhauser, 1856 - Lebre-ibérica
      - Lepus mandshuricus Radde, 1861 - Lebre-da-Manchúria
      - Lepus oiostolus Hodgson, 1840 - Lebre-peluda
      - Lepus starcki Petter, 1963 - Lebre-dos-planaltos-etíopes
      - Lepus townsendii Bachman, 1839 - Lebre-de-cauda-branca

    - Subgênero Sabanalagus Averianov, 1998
      - Lepus fagani Thomas, 1903 - Lebre-etíope
      - Lepus microtis Heuglin, 1865 - Lebre-das-savanas

    - Subgênero Indolagus Gureev, 1953
      - Lepus hainanus Swinhoe, 1870 - Lebre-de-Hainan
      - Lepus nigricollis F. Cuvier, 1823 - Lebre-indiana
      - Lepus peguensis Blyth, 1855 - Lebre-da-Birmânia

    - Subgênero Sinolagus Averianov, 1998
      - Lepus sinensis Gray, 1832 - Lebre-chinesa

    - Subgênero Tarimolagus Gureev, 1947
      - Lepus yarkandensis Günther, 1875 - Lebre-de-Yarkand

    - Subgênero Incertae sedis
      - Lepus brachyurus Temminck, 1845 - Lebre-japonesa
      - Lepus habessinicus Hemprich e Ehrenberger, 1832 - Lebre-da-Abissínia